# Sturgeon County
Das Sturgeon County ist einer der 63 „municipal districts“ in Alberta, Kanada. Der Verwaltungsbezirk gehört zur Census Division 11 und ist Teil der Edmonton Capital Region. Der Bezirk als solches wurde, durch die Zusammenlegung zweier anderer Verwaltungsbezirke, zum 1. Februar 1943 eingerichtet (incorporated als „Municipal District of Bon Accord No. 548“) und änderte zuletzt im Jahr 1997 seinen Namen von „Municipal District of Sturgeon County No. 90“ auf den aktuellen. Er hat seinen Verwaltungssitz in der Kleinstadt Morinville.
Der Verwaltungsbezirk ist für die kommunale Selbstverwaltung in den ländlichen Gebieten sowie den nicht rechtsfähigen Gemeinden, wie Dörfern und Weilern und Ähnlichem, zuständig. Für die Verwaltung der Städte und Kleinstädte in seinen Gebietsgrenzen ist er nicht zuständig.

## Lage
Der „Municipal District“ liegt im Zentrum der kanadischen Provinz Alberta, unmittelbar nördlich vom Edmonton. Der Bezirk wird vom Namengebenden Sturgeon River durchflossen und im Osten vom North Saskatchewan River begrenzt. Im Südwesten des Bezirks befindet sich mit dem Lois Hole Centennial Provincial Park einer der Provincial Parks in Alberta. Außerdem befindet sich im zentralen Süden des Bezirks die Edmonton.
Die Hauptverkehrsachsen des Bezirks sind die in Nord-Süd-Richtung verlaufenden Alberta Highway 2, Alberta Highway 28 und Alberta Highway 44, sowie die in Ost-West-Richtung verlaufenden Alberta Highway 37 und Alberta Highway 38. Außerdem verlaufen Eisenbahnstrecken verschiedener Gesellschaften durch den Bezirk.
Im Westen des Bezirks befindet sich ein Reservat (Alexander Indian Reserve 134) der Alexander First Nation, einem Volk der First Nations. Laut dem „Census 2016“ leben in den insgesamt 68,39 km² großen Reservaten 1099 Menschen.
| County of Barrhead No. 11 | Westlock County                             | Thorhild County   |
| Lac Ste. Anne County      | Kompassrose, die auf Nachbargemeinden zeigt | Lamont County     |
| Parkland County           | Edmonton                                    | Strathcona County |

## Bevölkerung
| Jahr | Erhebung          | Einwohner | Änderung | Fläche (km²) | Bev.-dichte (EW/km²) |
| ---- | ----------------- | --------- | -------- | ------------ | -------------------- |
| 2016 | Volkszählung 2016 | 20.495    | + 4,7 %  | 2.090,13     | 9,8                  |
| 2011 | Volkszählung 2011 | 19.578    | + 5,5 %  | 2088,55      | 9,5                  |

## Gemeinden und Ortschaften
Folgende Gemeinden liegen innerhalb der Grenzen des Verwaltungsbezirks:
- Stadt (City): St. Albert
- Kleinstadt (Town): Bon Accord, Gibbons, Legal, Morinville, Redwater
- Dorf (Village): keine
- Weiler (Hamlet): Alcomdale, Calahoo, Carbondale, Cardiff, Lamoureux, Mearns, Namao, Pine Sands, Riviere Qui Barre, Villeneuve

Außerdem bestehen noch weitere, noch kleinere Ansiedlungen und Einzelgehöfte.